# Ion Coteanu
Ion Coteanu (* 6. Oktober 1920 in Bukarest; † 11. Dezember 1997 ebenda) war ein rumänischer Romanist und Rumänist.

## Leben und Werk
Coteanu war ab 1962 Professor, ab 1966 Ordinarius für Rumänisch an der Universität Bukarest. Von 1970 bis 1994 leitete er das Institut für Sprachwissenschaft. Von 1994 bis 1997 war er Rektor der Universität Spiru Haret.

Coteanu war Mitglied der Rumänischen Akademie (1974). 

## Werke
- Cum dispare o limbă (istroromâna), Bukarest 1957
- Româna literară și problemele ei principale, Bukarest  1961
- Elemente de dialectologie a limbii române, Bukarest 1961
- Elemente de lingvistică structurală, Bukarest 1967
- Où en sont la philologie et la linguistique roumaines ? Bukarest 1968
- Morfologia numelui în limba română (româna comună), Bukarest 1969
- (mit I. Dănăilă) Introducere în linguistica şi filologia românească. Probleme, bibliografie, Bukarest 1970
- Stilistica funcțională a limbii române, 2 Bde., Bukarest 1973–1985
- Limba română contemporană. Vocabularul, Bukarest 1974, 1985
- (Hrsg.) Dict̡ionarul explicativ al limbii române, Bukarest 1975, 1996
- Structura şi evoluţia limbii române (de la origini pînǎ la 1860), Bukarest 1981
- (mit Lucia Wald) Semantică și semiotică, Bukarest 1981
- Originile limbii române, Bukarest  1981 (deutsch: Die Ursprünge der rumänischen Sprache,  Bukarest 1985)
- Gramatica de bază a limbii române, Bukarest 1982, 1996
- (mit Marius Sala) Etimologia și limba română (principii, probleme), Bukarest 1987
- Gramatică, stilistică, compoziție, Bukarest 1990, 1997